# The Confessions Tour
 (срп. Турнеја Исповести) представља други узастопни live албум поп певачице Мадоне, издат 26. јануара 2007. године од стране Warner Bros. Records. Сниман је током Мадонине најуспешније турнеје, Confessions Tour из 2006. године, и представља дупли диск, CD+DVD формат. DVD садржи снимак концерта из Лондона, који је режирао Јонас Акерланд, док CD садржи неке од песама са концерта. У неким земљама издата је и само DVD варијанта. Албум је забрањен у Сингапуру.
The Confessions Tour је освојио Греми као „Најбољи дугометражни музички видео“ на 50. Греми наградама 2008. године. Албум је продат у око 1,2 милиона примерака.

## Историја албума
Сниман током Confessions Tour, албум је и бонус за DVD издање Мадониног специјала Confessions Tour - Live from London , који је режирао Јонас Акерланд, и који је премијерно био емитован на NBC-ју у САД, уз цензуру извесних делова концерта. Концерти који су снимани су били они који су одржани у Вембли Арени у Лондону, 15. и 16. августа 2006. године, од којих је други датум представљао и Мадонин 48. рођендан.
Албум садржи 13 песама са турнеје, од којих велика већина представља live варијанте песама са њеног последњег студијског албума Confessions on a Dance Floor. Албум садржи и неке од Мадониних класика, попут Like a Virgin и Lucky Star, као и прво икад појављивање демо варијанте песме Erotica под називом You Thrill Me на било ком Мадонином албуму.
Албум је доступан у CD+DVD формату, DVD формату, као и у облику дигиталног даунлоуда, са бонус песмама Ray of Light и Get Together. То је трећи Мадона-албум који носи Parental Advisory налепницу због стиха "...and you can suck George Bush's dick!" (претходна два су Erotica и American Life), као и трећи и последњи албум са Confessions темом.

## Списак песама
| #   | Име | Трајање |
| --- | --- | ------- |
| 1.  |     | 8:00    |
| 2.  |     | 4:12    |
| 3.  |     | 4:53    |
| 4.  |     | 3:53    |
| 5.  |     | 6:45    |
| 6.  |     | 5:03    |
| 7.  |     | 3:44    |
| 8.  |     | 5:36    |
| 9.  |     | 4:45    |
| 10. |     | 7:41    |
| 11. |     | 4:55    |
| 12. |     | 3:50    |
| 13. |     | 9:50    |

## Бонус песме (Дигитални даунлоуд)
Ове песме су укључене само у дигиталном даунлоуд формату, и не налазе се на стандардном CD издању албума.

## Промо синглови и спотови
Са CD+DVD издања, Warner Bros. Records је издао три промо сингла, и два промо видеа.
| #  | Title             | Date             |
| -- | ----------------- | ---------------- |
| 1. | (само за радио)   | 26. јануар 2007. |
| 2. | (само за радио)   | 26. јануар 2007. |
| 3. | (промо - Јапан)   | 7. март 2007.    |
| 4. | (само промо спот) | 22. јануар 2007. |
| 5. | (само промо спот) | 2. фебруар 2007. |

## Продаја
| Држава                    | Највиша позиција на листи | Сертификација | Продаја    |
| ------------------------- | ------------------------- | ------------- | ---------- |
| Белгија (Валонија)        | 1                         | Златни        | 35 000+    |
| Бразил                    | 1                         | Златни        | 25 000+    |
| Чиле                      | 1                         |               |            |
| Чешка                     | 1                         | 3x Платинаст   | 6 000+     |
| Салвадор                  | 1                         |               |            |
| Грчка                     | 1                         | Златни        | 10.000+    |
| Хонгконг                  | 1                         | 2x Платинаст   | 40.000+    |
| Мађарска                  | 1                         |               |            |
| Италија                   | 1                         | Платинаст     | 80.000+    |
| Јапан                     | 1                         |               | 55 000+    |
| Мексико                   | 1                         | Златни        | 50.000+    |
| Перу                      | 1                         |               |            |
| Португал                  | 1                         | Златни        | 10.000+    |
| Русија                    | 1                         |               |            |
| Шпанија                   | 1                         |               |            |
| Израел                    | 1                         |               |            |
| Аргентина                 | 2                         |               |            |
| Канада                    | 2                         |               |            |
| Француска                 | 2                         | Златни        | 100.000+   |
| Немачка                   | 2                         | Платинаст     | 200.000+   |
| Холандија                 | 2                         |               |            |
| Швајцарска                | 2                         |               |            |
| Тајван                    | 2                         |               |            |
| Белгија (Фландрија)       | 3                         | Златни        | 35 000+    |
| Естонија                  | 3                         |               |            |
| Финска                    | 5                         |               |            |
| Пољска                    | 5                         | Платинаст     | 10.000+    |
| Уругвај                   | 5                         |               |            |
| Шведска                   | 8                         |               |            |
| Ирска                     | 10                        |               |            |
| Норвешка                  | 21                        |               |            |
| Уједињено Краљевство      | 7                         |               |            |
| САД                       | 15                        |               |            |
| СВЕТ (United World Chart) | 2                         |               | 1 238 400+ |